# Edward R. Murrow
Edward R. Murrow (n. 25 aprilie 1908, Greensboro, Carolina de Nord, SUA – d. 27 aprilie 1965, Pawling⁠(d), Pawling⁠(d), New York, SUA), a fost un jurnalist american de mass-media.
A început colaborarea cu CBS în 1935.

## Legături externe
- Biografii comentate (XXXVI). Edward Murrow, omul care a „întors” America, 24 octombrie 2013, Calin Hentea, Ziarul de Duminică